# Nuno Guimarães (poeta português)
José Nuno Guimarães Guedes dos Santos (Perosinho, Vila Nova de Gaia, 29 de agosto de 1942 - 15 de agosto de 1973) foi um poeta e músico português.

## Biografia
José Nuno Guimarães Guedes dos Santos nasceu a 29 de agosto de 1942, em Perosinho, Vila Nova de Gaia, Porto.  
Estudou Filologia Românica em Coimbra, na Faculdade de Letras. Nesta cidade, integrará a publicação coletiva de poesia Confluência (1963). Autor de letras, músicas e arranjos de acompanhamento da Canção de Coimbra e intérprete da guitarra de Coimbra, contribui para renovar a estética do género entre 1964 e 1967. A sua primeira colaboração na revista Vértice data de junho de 1967. Concluirá a licenciatura no mês seguinte com uma tese sobre a obra de Machado de Assis e as suas relações com Garrett (1967). Em outubro, inicia o serviço militar em Mafra. Aí, "entre espingardas e sistemas criptográficos" vem a conhecer, em janeiro de 1968, Gastão Cruz, encetando-se uma amizade para lá de meia década. É depois enviado para Luanda, onde também leciona e vem a casar. De regresso ao Porto, exerce o professorado no então Liceu D. Manuel II.  
Publica o primeiro livro de poemas, Corpo Agrário, em 1970. Seguir-se-ão a presença na antologia 10 Poemas para Che Guevara (1972) e a segunda publicação, Os Campos Visuais (1973). Nesse mesmo ano, após breve doença, acabará por falecer, interrompendo uma promissora voz na poesia portuguesa. 
É, anos mais tarde, e pela mão do amigo, professor e poeta Fernando Guimarães, que se reunirão as suas Poesias Completas (1995), pelas Edições Afrontamento. Por último, seguindo a lição anterior, é publicado o volume Entre Sílabas e Lavas: poesia completa (2024), pela Assírio & Alvim, restituindo integralmente uma entrevista dada a Maria Teresa Horta, no jornal A Capital.